# ランディ・シュガート
ランディ・シュガート（英:Randall David Shughart、1958年8月13日 - 1993年10月3日）は、アメリカ陸軍の軍人。1993年10月のゴシック・サーペント作戦におけるモガディシュの戦闘での功績により名誉勲章を死後追贈されたアメリカ陸軍第1特殊部隊デルタ作戦分遣隊の兵士である。

## 生い立ち
シュガートは、1958年8月13日にネブラスカ州リンカーンで、ドイツ系アメリカ人に家に生まれた。父親のハーバート・シュガートがアメリカ空軍を除隊した後は、一家でペンシルバニア州ニューヴィルの酪農場に引っ越し、酪農を営んでいた。

## 軍歴
シュガートは、ニューヴィルのビッグスプリング高校に通い、卒業後の1976年にアメリカ陸軍に入隊した。基礎訓練を修了後、歩兵高等個別訓練課程（歩兵AIT）、空挺学校を相次いで修了し、1978年にワシントン州フォート・ルイスの第75レンジャー連隊第2大隊に配属された。その数か月後にレンジャー予備訓練（SURT（Small Unit Ranger Tactics）として知られている。）を修了すると、レンジャー学校への入学が許可され、無事に卒業し、レンジャータブを獲得した。その後、シュガートは、1980年6月に現役から退き、陸軍予備役となった。1983年12月に現役に復帰すると、翌年に特殊部隊の訓練に参加した。シュガートはデルタフォースに配属され、1986年6月にノースカロライナ州フォートブラッグに赴任した。デルタフォースのオペレーターとして、チーム軍曹補佐（Assistant Team Sergeant）に就任した。
シュガートは1993年にレンジャー任務部隊の一員としてソマリアのモガディシュに配属された。1993年10月3日、ゴシック・サーペント作戦の一環として、アイディード派の外務大臣オマール・サラッドと最高政治顧問モハメッド・ハッサン・エワレを捕らえる事を目的とした攻撃作戦「アイリーン」に参加した。作戦中にUH-60 ブラックホークヘリコプター「スーパー・シックス・ワン」が市内で撃墜され、戦闘捜索救難（CSAR）部隊が、確保するために派遣された。その後の2機目のブラックホークヘリコプター「スーパーシックス・フォー」が撃墜された。
シュガート、ゲイリー・ゴードン、ブラッド・ハリング一等軍曹は、ブラックホークヘリコプター「スーパー・シックス・ツー」から上空狙撃支援を行っていた。ゴードンはソマリアの敵対勢力が墜落現場に集結しているのを確認し、墜落現場を確保するために地上に降下することを要請した。
作戦指揮官は、狙撃兵が乗組員を地上から援護するには状況が危険すぎるとし、ゴードンの要請を2回にわたり拒否した。司令部の立場としては、狙撃兵が上空から援護することにより、より効果的な支援ができるというものだった 。しかし、ゴードンは、許可が出るまで要請を繰り返した。ハリングは、「スーパー・シックス・ツー」の射手が負傷したため、この任務を引き継ぎ、機上に留まることになった。
シュガートとゴードンは、墜落現場から約100メートル (330 ft)離れたところに狙撃銃とサイドアーム（補助）で武装、降下し撃墜されたブラックホークに向かった。既にパイロットのマイケル・デュラント上級准尉が、H&K MP5でヘリコプターを守っていたが、背中の椎骨が砕け、左の大腿骨を骨折していたため、操縦席から動くことができなかった。「スーパーシックス・フォー」に到着すると、デュラントと他の乗組員の遺体を墜落現場から引き離し、ヘリコプターを防御した。その後、ゴードンが、最初に墜落現場を包囲していた敵対勢力に射殺されたと考えられている。シュガートは、ゴードンのCAR-15ライフルを回収し、デュラントに渡し、これを使用させた。その直後、シュガートも戦死し、現場は敵対勢力に蹂躙され、デュラントも捕虜になった。デュラントの著書『英雄たちの中隊』によると、ソマリア人の敵対勢力は、銃撃戦の末に25人が死亡した。
この行動の余波として、シュガートとゴードンのどちらが最初に戦死したのか、若干の論争があった。公式記録では、シュガートとなっているが、マーク・ボウデンは、モガディシュの戦闘について記した著書『ブラックホーク・ダウン アメリカ最強特殊部隊の戦闘記録』の中で、戦闘に参加した別のデルタフォース隊員であるポール・ハウ三等軍曹の証言を引用している。ハウ軍曹によると、シュガートが無線で救助を要請しているのを聞き、またデュラントに手渡されたのはシュガートが愛用していた特徴のあるスプリングフィールドM14ではなかったと証言した。更には、ゴードンの人間性について、まだ戦える間、自らの武器を他の兵士に渡すようなことはないだろうと述べている。デュラントも、後に最初に戦死した人物を誤って認識していたことを認めたが、公式記録を変更することまでは望まなかった。
シュガートの遺体は、最終的に回収され、ペンシルベニア州カーライルのウェストミンスター墓地に埋葬された。

## 大衆文化
モガディシュの戦闘は2001年に「ブラックホーク・ダウン」という映画になり、シュガート役は俳優のジョニー・ストロングが演じている。

## 勲章等

### 略綬等
シュガート一等軍曹の略綬等は、以下の通りである。
|  |  |                         |  |  |  |
|  |  |                         |  |  |  |
|  |  | Bronze oak leaf cluster |  |  |  |
|  |  |                         |  |  |  |
|  |  |                         |  |  |  |
|  |  |                         |  |  |  |
|  |  |                         |  |  |  |
|  |  |                         |  |  |  |

| 戦闘歩兵バッジ（2回受章）           |                                     |                                     |                                     |                  |                  |                  |                  |                                  |                                  |                                  |                                  |
| 名誉勲章                            | 名誉勲章                            | 名誉勲章                            | 名誉勲章                            | 名誉勲章         | パープルハート章 | パープルハート章 | パープルハート章 | パープルハート章                 | パープルハート章                 |                                  |                                  |
| メリトリアスサービスメダル          | メリトリアスサービスメダル          | メリトリアスサービスメダル          | メリトリアスサービスメダル          | 陸軍表彰勲章     | 陸軍表彰勲章     | 陸軍表彰勲章     | 陸軍表彰勲章     | 陸軍成果勲章（2回受章）          | 陸軍成果勲章（2回受章）          | 陸軍成果勲章（2回受章）          | 陸軍成果勲章（2回受章）          |
| 陸軍善行勲章（5回受章）             | 陸軍善行勲章（5回受章）             | 陸軍善行勲章（5回受章）             | 陸軍善行勲章（5回受章）             | 国防従軍勲章     | 国防従軍勲章     | 国防従軍勲章     | 国防従軍勲章     | 軍隊遠征勲章                     | 軍隊遠征勲章                     | 軍隊遠征勲章                     | 軍隊遠征勲章                     |
| 下士官専門能力開発リボン（3回受章） | 下士官専門能力開発リボン（3回受章） | 下士官専門能力開発リボン（3回受章） | 下士官専門能力開発リボン（3回受章） | 陸軍従軍リボン   | 陸軍従軍リボン   | 陸軍従軍リボン   | 陸軍従軍リボン   | 国連メダル                       | 国連メダル                       | 国連メダル                       | 国連メダル                       |
| 徽章上級パラシュート空挺徽章        | 徽章上級パラシュート空挺徽章        | 徽章上級パラシュート空挺徽章        | 徽章上級パラシュート空挺徽章        | 軍事自由降下徽章 | 軍事自由降下徽章 | 軍事自由降下徽章 | 軍事自由降下徽章 | 専門射手徽章（ライフルバー付き） | 専門射手徽章（ライフルバー付き） | 専門射手徽章（ライフルバー付き） | 専門射手徽章（ライフルバー付き） |
| 特殊部隊タブ                        | 特殊部隊タブ                        | 特殊部隊タブ                        | 特殊部隊タブ                        | 特殊部隊タブ     | 特殊部隊タブ     | レンジャータブ   | レンジャータブ   | レンジャータブ                   | レンジャータブ                   | レンジャータブ                   | レンジャータブ                   |
| 統合功労部隊感状                    | 統合功労部隊感状                    | 統合功労部隊感状                    | 統合功労部隊感状                    | 統合功労部隊感状 | 統合功労部隊感状 | 勇敢部隊感状     | 勇敢部隊感状     | 勇敢部隊感状                     | 勇敢部隊感状                     | 勇敢部隊感状                     | 勇敢部隊感状                     |

### 名誉勲章
1994年5月23日、シュガートとゴードンは死後、ブラックホーク「スーパーシックス・フォー」の乗組員を保護した功績により、名誉勲章を追贈された。彼らは、ベトナム戦争以来初となる名誉勲章受章者となった。
ランディ・シュガートの父ハーバート・シュガートは、ホワイトハウスで行われた名誉勲章授与式に出席したが、ビル・クリントン大統領の握手を拒否した。その後、彼は公然と大統領を批判し、「あなたはアメリカ合衆国大統領にふさわしくない。私の息子の死の責任は、ホワイトハウスとあなたにある。あなたは指揮官に適していない。」と述べた。
アメリカ陸軍のシュガート一等軍曹は、1993年10月3日、ソマリアのモガディシュにおける任務で、アメリカ陸軍特殊作戦司令部の狙撃部隊メンバーとして、義務の要求を超越した際立った行動があった。シュガート一等軍曹は、周囲の建物及び2機のヘリコプター墜落現場に対して、強力な自動兵器による射撃と多数のロケット推進手榴弾からの攻撃にさらされながら上空のヘリコプターから先頭に立って精密な狙撃支援を行った。シュガート一等軍曹と彼の狙撃部隊リーダーは、2機目の墜落現場に対し、多くの制圧射撃を実施している間、現場を確保するために地上部隊が直ぐに利用できないことを知った。シュガート一等軍曹と彼の狙撃部隊リーダーは、墜落現場に接近する敵の要員の数が増加していることを良く理解していたにもかかわらず、4人の重傷を負った乗組員を保護するために躊躇なく地上に降下することを希望した。シュガート一等軍曹と彼の狙撃部隊リーダーは、3回目の降下要請で、この希望任務を実施することの許可を得た。墜落現場の破片と敵の地上攻撃により、最初の降下が中止された後、シュガート一等軍曹と彼の狙撃部隊リーダーは、墜落現場の南100メートルに降下した。狙撃銃とピストルだけを装備したシュガート一等軍曹と彼の狙撃部隊リーダーは、敵からの激しい攻撃の中で、重傷を負った乗組員に到達するために小屋と民家が密集した迷路を、戦いながら通り抜けた。シュガート一等軍曹は、パイロットと他の乗組員を機体から引き離し、自身と仲間の狙撃兵を最も脆弱な位置に配置し、防御線を確立した。シュガート一等軍曹は、長距離ライフルとサイドアームを利用し、周囲を移動している間に不特定多数の攻撃者を殺害し、墜落した乗組員を保護した。シュガート一等軍曹は、弾薬を使い果たし、致命傷を負うまで、防御射撃を続けた。彼の行動はパイロットの命を救った。シュガート一等軍曹の並外れた英雄的行動と任務への献身は、兵役における最高水準の伝統に沿うものであり、彼自身、彼の部隊、そしてアメリカ陸軍に偉大な功績を残した。

### シュガート級車両貨物輸送艦

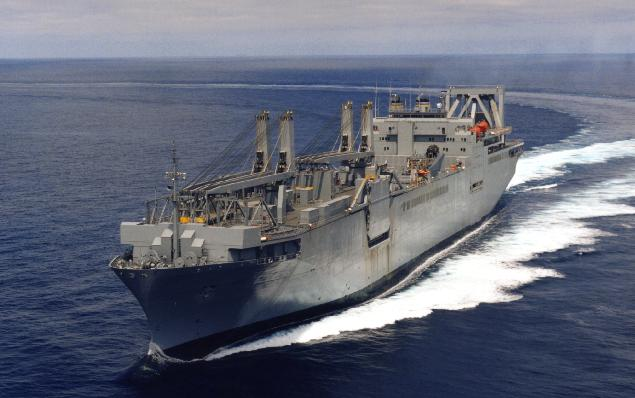
アメリカ海軍、大型中速RO-RO船USNSシュガート

1997年、アメリカ海軍はカリフォルニア州サンディエゴのナショナル・スチール・アンド・シップビルディング・カンパニーでの式典で、大型中速RO-RO船をUSNSシュガート（T-AKR-295、（シュガート級車両貨物輸送艦一番艦））と命名した。式典には、ジョン・W・ダグラス海軍次官補（研究・開発・買収担当）を含む多くの海軍士官や政治家が出席した。ベトナム戦争での功績により名誉勲章を受章した元海軍中尉のボブ・ケリー上院議員も、シュガートが所属していた指揮官やシュガートの同僚達とともに出席した。この船は、商用コンテナ船から海上輸送貨物船に転換した最初の大型中速RO-RO船（LMSR）であった。